# Atzelgift
Atzelgift là một xã thuộc một Verbandsgemeinde - ở huyện Westerwald trong bang Rheinland-Pfalz, Đức. Xã Atzelgift có diện tích 2,74 km².
Xã này nằm ở Westerwald giữa Limburg và Siegen Sông Nister chảy qua thị xã.
Atzelgift thuộc Verbandsgemeinde of Hachenburg, một dạng xã tập thể chỉ có ở bang Rheinland-Pfalz. 
Vào năm 1396, Atzelgift được đề cập lần đầu trong tài liệu under the name Hatzelgufte.